# Daria Nicolodi
Daria Nicolodi (ur. 19 czerwca 1950 we Florencji, zm. 26 listopada 2020 w Rzymie) – włoska aktorka teatralna, filmowa i telewizyjna, a także scenarzystka.

## Życiorys
Urodziła się 19 czerwca 1950 roku we Florencji. Jej ojciec był prawnikiem, a jej matka, Fulvia, badaczką języków starożytnych. Jej dziadkiem ze strony matki był kompozytor Alfredo Casella. Przeprowadziła się do Rzymu pod koniec lat 60.
W 1970 roku wzięła udział w telewizyjnym programie telewizyjnym Babau w czterech odcinkach napisanych przez Paolo Poli i Idę Omboni i wyreżyserowanych przez Vito Molinariego. Ze względu na treści programowe uważane wówczas za oburzające, program został zdjęty i wyemitowany przez RAI dopiero sześć lat później. We wczesnych latach siedemdziesiątych Nicolodi wykonywała znaczącą pracę w kinie i teatrze pod kierunkiem Elio Petri. W tym samym roku Nicolodi brała udział w kilku produkcjach telewizyjnych, takich jak serial Nicotera, Without a Trace with Rossano Brazzi (1972), Portrait of a Veiled Woman with Nino Castelnuovo (1975), Saturnino Farandola z Mariano Rigillo (1978) i Rosaura w wieku 10 lat (1981).
Nicolodi zagrała w filmach wyreżyserowanych przez Dario Argento w latach 1975–1987: Deep Red (1975), Inferno (1980), Tenebrae (1982), Phenomena (1985) i Opera (1987). Planowała zagrać w Suspirii (1977), do którego napisała z Argento scenariusz, ale nie mogła tego zrobić z powodu kontuzji. W ostatniej chwili została zastąpiona przez Stefanię Casini. Nicolodi zagrała w Shock (1977), ostatnim filmie włoskiego autora horroru Mario Bavy. Po tym, jak jej związek z Argento zakończył się w 1985 roku, Nicolodi brała udział w kilku filmach. W 2007 roku Nicolodi powróciła do kina, pracując ze swoją córką Asią w filmie Argento Matka łez, tematycznej kontynuacji Suspirii i Inferno.

## Życie prywatne

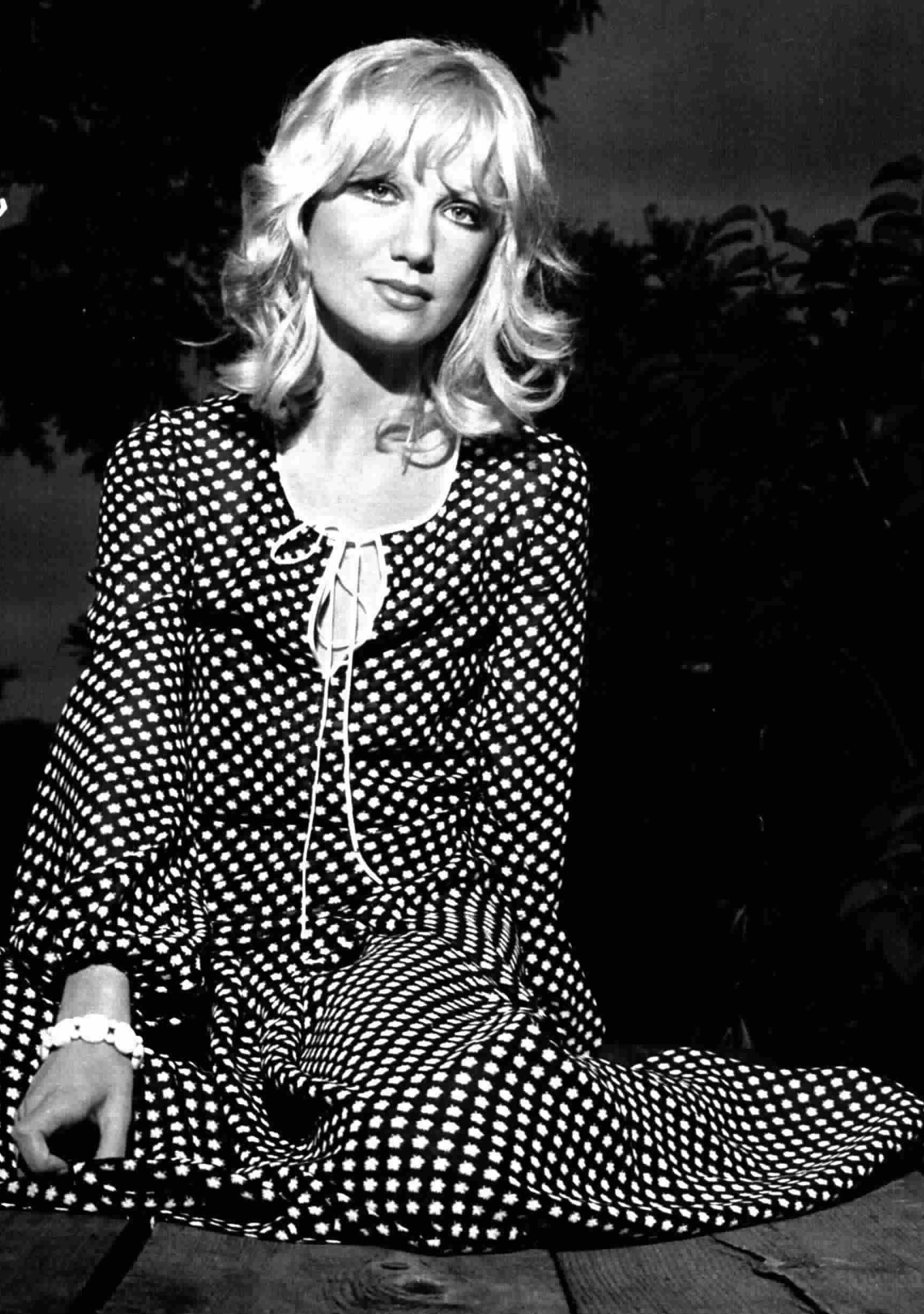
Daria Nicolodi (1972)

We wczesnych latach 70. była w związeku z rzeźbiarzem Mario Ceroli, z którym miała córkę Annę, urodzoną w 1973 roku i zmarłą w wypadku w 1994 roku. Następnie była w związku z reżyserem Dario Argento; poznali się w 1974 roku podczas castingu do filmu Deep Red, a ich córka Asia urodziła się w 1975 roku. Rozstali się w 1985 roku. Asia miała własną córkę; nazwała ją imieniem Anna po swojej przyrodniej zmarłej siostrze.
Zmarła w Rzymie 26 listopada 2020 roku w wieku 70 lat.